# Chaleponcus inyanga
Chaleponcus inyanga är en mångfotingart som beskrevs av Kraus 1960. Chaleponcus inyanga ingår i släktet Chaleponcus och familjen Odontopygidae. Inga underarter finns listade i Catalogue of Life.